# Gnaphosa danieli
Gnaphosa danieli är en spindelart som beskrevs av Miller och Jan Buchar 1972. Gnaphosa danieli ingår i släktet Gnaphosa och familjen plattbuksspindlar.
Artens utbredningsområde är Afghanistan. Inga underarter finns listade i Catalogue of Life.